# تپه شیرالی
تپه شیرالی در شهرستان الیگودرز، بخش بشارت، دهستان پیشکوه ذلقی، ۱۵۰ متری جنوب شرقی روستای شیرالی واقع شده و این اثر در تاریخ ۷ خرداد ۱۳۸۷ با شمارهٔ ثبت ۲۲۷۸۸ به‌عنوان یکی از آثار ملی ایران به ثبت رسیده است.